# Parim päev (EP, Getter Jaani)
Parim päev je debutové album estonské zpěvačky Getter Jaani, které bylo nahráno ve studiu Moonwalk a vydáno 9. června 2010. EP obsahuje osm skladeb. Album produkoval Sven Lõhmus a celkové album je pojato v urban-pop stylu. Obsahuje dva singly, kterými jsou "Parim päev" a "Grammofon".
Album bylo na CD vydáno po celé zemi a lze jej stáhnout v digitální podobě po celém světě.

## Seznam skladeb
| №  | Skladba                     | Autor hudby                | Autor textu    | Délka |
| -- | --------------------------- | -------------------------- | -------------- | ----- |
| 01 | Parim päev                  | Heini Vaikmaa, Sven Lõhmus | Sven Lõhmus    | 3:37  |
| 02 | Grammofon                   | Sven Lõhmus                | Sven Lõhmus    | 4:13  |
| 03 | Spin                        | Sven Lõhmus                | Sven Lõhmus    | 2:08  |
| 04 | Suveööde kuumuses           | Sven Lõhmus                | Sven Lõhmus    | 3:01  |
| 05 | Walk Like An Egyptian       | Liam Sternberg             | Liam Sternberg | 2:32  |
| 06 | Saladus                     | Sven Lõhmus                | Sven Lõhmus    | 3:48  |
| 07 | Parim päev (Slo-Mo Version) | Sven Lõhmus                | Sven Lõhmus    | 3:10  |
| 08 | Parim päev (Club Mix)       | Sven Lõhmus                | Sven Lõhmus    | 3:16  |